# Наумов, Александр Фёдорович
Алекса́ндр Фёдорович Нау́мов (11 (23) декабря 1897 года, Акмолинск — 27 ноября 1992 года, Москва) — российский и советский военный деятель. Генерал-майор (1942). Первый Почётный гражданин города Обнинска (1977).

## Биография

### Детство
Родился 23 декабря 1897 года в Акмолинске в семье сибирского казака, в которой кроме него было ещё пятеро детей. Отец, участник русско-японской войны, рано умер, и после окончания трёх классов Александр начал работать приказчиком и учителем русского языка для казахских детей. При той же школе сдал экстерном экзамен за шесть классов.

### Первая мировая и гражданская войны
В ряды Русской императорской армии был призван 10 декабря 1915 года и направлен в 1-й Сибирский стрелковый запасной полк, дислоцированный Ташкентом. В начале февраля 1916 года зачислен юнкером в Ташкентскую школу прапорщиков, после её окончания в мае назначен младшим офицером в 6-й Сибирский стрелковый запасной полк в город Мерв. Через месяц с маршевой ротой убыл на Западный фронт, где направлен в запасной батальон, дислоцировавшийся в городах Нарва и Юрьев. В августе переведён в 17-й Сибирский стрелковый полк и воевал с ним в 12-й армии. С августа 1917 года служил младшим офицером и командиром казачьей сотни в 45-м Донском казачьем полку этой армии и в 3-м Уральском казачьем полку в городе Великие Луки. Последний чин — сотник.
В декабре 1917 года демобилизован из рядов армии в чине хорунжего и в январе 1918 года вступил в ряды РККА, после чего был назначен на должность командира эскадрона 1-го Псковского партизанского кавалерийского отряда в Великих Луках, а в апреле того же года — на должность помощник командира роты и комендант 1-го им. Августа Бебеля стрелкового полка.
С декабря 1918 года служил в 3-м Псковском стрелковом полку на должностях помощника командира роты, адъютанта полка, командира батальона и временно исполняющего должность командира полка. С июня 1919 года находился на излечении в госпитале в Великих Луках и после выздоровления был назначен на должность командира эскадрона в отдельном кавалерийском дивизионе 11-й стрелковой дивизии. С сентября того же года Наумов командовал батальоном в составе укреплённого района 15-й армии, затем в 489-м и 472-м стрелковых полках. В апреле 1920 года был назначен на должность помощника начальника штаба 158-й стрелковой бригады (4-я армия), а в августе — на должность командира сводного батальона 472-го стрелкового полка.
Во время советско-польской войны принимал участие в ходе Июльской операции, затем в наступлении на виленском и гродненском направлениях. Во время Варшавской операции 4-я армия понесла тяжёлые потери, из-за чего была вынуждена отступить в Восточную Пруссию, где была интернирована. Содержался в лагере «Салтау», а после возвращения на родину с декабря 1920 года состоял в распоряжении штаба Московского военного округа.

### Межвоенное время
В апреле 1921 года был назначен на должность помощника начальника штаба 3-й отдельной бригады войск ВЧК, в сентябре — на должность начальника инспекторского отдела штаба войск ВЧК Туркестанского фронта, в феврале 1922 года — на должность начальника общего отдела Уполномоченного снабжения войск и органов ГПУ, в сентябре — на должность начальника штаба отдельного пограничного полка в Ашхабаде, в январе 1923 года — на должность помощника начальника штаба 23-го отдельного полка войск ГПУ, а в феврале — на должность командира батальона и начальника штаба 1-го Полторацкого стрелкового полка.
С сентября 1923 года проходил обучение в Высшей военной школе РККА и на Туркестанских курсах востоковедения РККА, по окончании которых в августе 1926 года остался работать на Туркестанских курсах востоковедения учёным секретарём и преподавателем.
В июне 1929 года назначен на должность командира батальона 1-го стрелкового полка Среднеазиатского военного округа, в январе 1930 года — на должность командира батальона и помощника командира 37-го авиапарка этого же округа. С января 1931 г. — заведующий военным кабинетом и начальник военной учебной части Среднеазиатского хлопково-ирригационного института в Ташкенте, а в мае 1932 года — на должность военного руководителя Среднеазиатского энергетического института там же.
В 1934 году заочно окончил Военную академию имени М. В. Фрунзе.
В марте 1935 года назначен на должность помощника начальника 4-го отделения 1-го отдела штаба округа, в мае 1938 года — на должность начальника Ташкентских курсов усовершенствования командного состава запаса, а в декабре 1940 года — на должность заместителя командира 68-й горнострелковой дивизии.

### Вторая мировая война
В июле 1941 года назначен на должность командира 312-й стрелковой дивизии, находившейся на формировании в составе Среднеазиатского военного округа, а в середине августа включённой в резерв Ставки Верховного Главнокомандования. 24 августа дивизия была передислоцирована на станцию Валдай, где включена в состав 52-й армии и до 6 октября занимала оборону на реке Холова в районе Крестцы, а затем была передислоцирована на Западный фронт, где была включена в состав войск Можайской линии обороны, а затем 43-й армии.
9 октября 1941 года полковник Наумов, оставаясь командиром 312-й стрелковой дивизии, принял командование Малоярославецким боевым участком Можайской оборонительной линии. В ходе Можайско-Малоярославецкой оборонительной операции его дивизия вела тяжёлые оборонительные боевые действия на малоярославецком и боровском направлениях, где оказала сопротивление войскам противника в районе населённых пунктов Дылдино,  Федорино, Зеленино, Юрьевское, Детчино.
23 октября 1941 года командир южной группы 43-й армии генерал-лейтенант С. Д. Акимов после своего ранения оставил полковника Наумова за себя.
В связи с большими потерями 312-я стрелковая дивизия была переформирована, её оставшийся личный состав вошёл в Сводную дивизию 43-й армии, затем переименованную в 53-ю стрелковую дивизию. С ноября по декабрь 53-я стрелковая дивизия под командованием полковника Наумова вела оборонительные действия на Нарском рубеже обороны в районе посёлка Рогово. С 18 декабря, в ходе общего наступления 43-й армии, части и подразделения 53-й стрелковой дивизии освободили от врага территорию современного Обнинска, Малоярославец, Медынь.
12 апреля 1942 года полковник А. Ф. Наумов награждён орденом Ленина, 21 мая того же года ему присвоено воинское звание генерал-майор.
С 25.09.1942 по 25.02.1943 командир 31-й гвардейской стрелковой дивизии.
В апреле 1943 года назначен на должность командира 385-й стрелковой дивизии (10-я армия), в августе на этой должности его заменил начальник штаба дивизии полковник Митрофан Фёдорович Супрунов, а сам он назначен на должность командира 62-го стрелкового корпуса, который принимал участие в ходе Смоленской и Белорусской наступательных операций, а также в освобождении городов Могилёв и Вилкавишкис. В ноябре 1944 года генерал-майор А. Ф. Наумов назначен на должность командира 118-го стрелкового корпуса, который по декабрь того же года находился в составе Архангельского военного округа в резерве Ставки Верховного Главнокомандования. В январе 1945 года корпус был включён в состав 21-й армии, после чего принимал участие в ходе Висло-Одерской, Сандомирско-Силезской, Нижнесилезской, Верхнесилезской и Пражской наступательных операций, а также в освобождении городов Глейвиц, Гинденбург, Бейтен и Бриг. За образцовое выполнение заданий командования, а также проявленные при этом мужество и героизм был награждён орденом Суворова 2 степени.

### Послевоенная карьера
В июле 1945 года назначен на должность начальника Управления боевой и физической подготовки штаба Центральной группы войск, а в январе 1949 года — на должность начальника Управления боевой и физической подготовки штаба Закавказского военного округа.
В январе 1950 года был направлен на учёбу на высшие академические курсы при Высшей военной академии имени К. Е. Ворошилова, после окончания с отличием которых в июле 1951 года был назначен на должность заместителя генерал-инспектора Инспекции стрелковых войск Главной инспекции Советской Армии, в мае 1953 года преобразованной в Инспекцию стрелковых и воздушно-десантных войск Главной инспекции Министерства обороны СССР, а в июле 1954 года — вновь в Инспекцию стрелковых войск Главной инспекции Министерства обороны СССР.

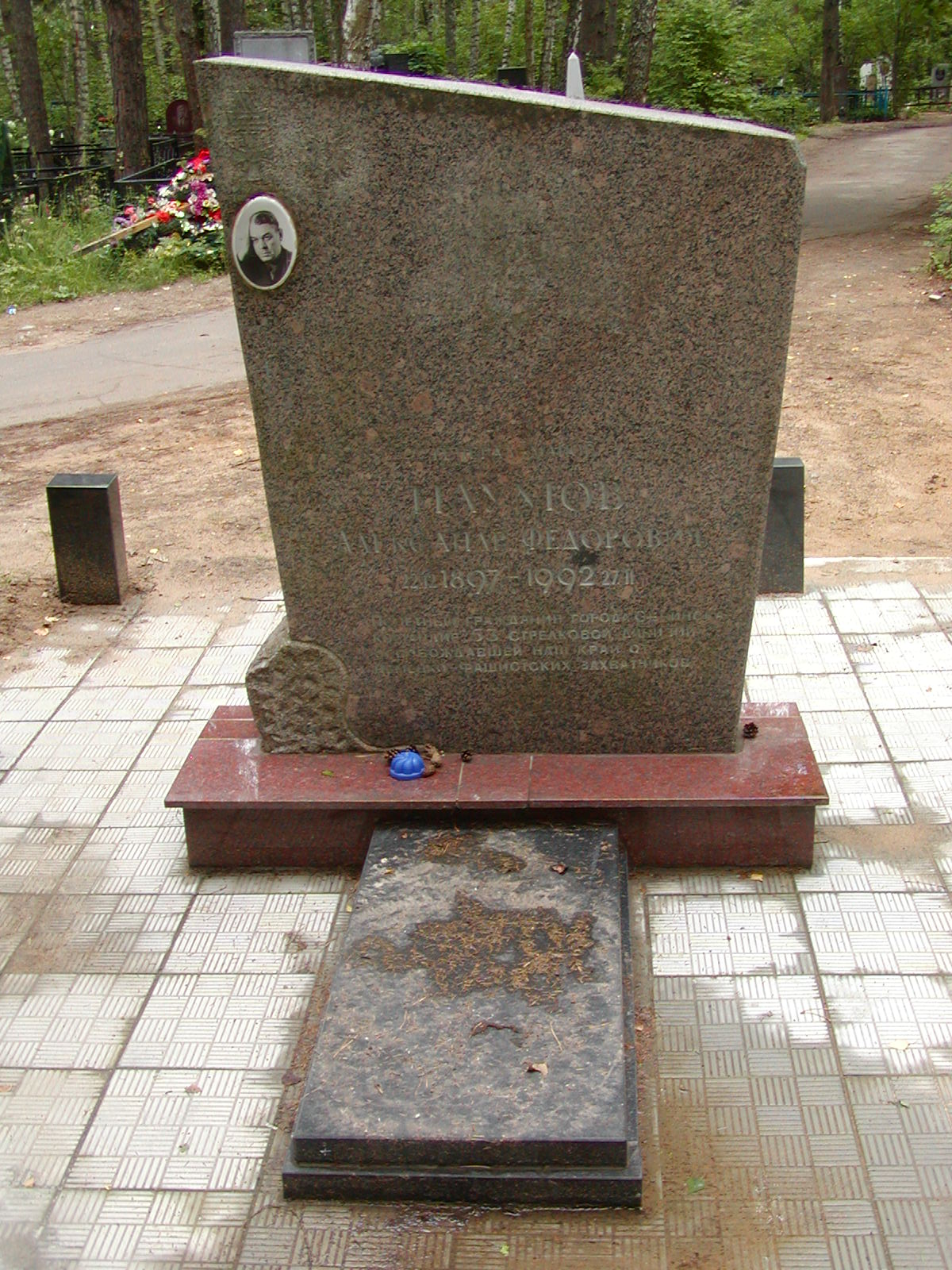
Надгробная стела А. Ф. Наумову на Кончаловском кладбище в Обнинске

В феврале 1955 года был назначен на должность старшего военного советника командующего войсками военного округа Чехословацкой армии, а в мае 1958 года вышел в запас, после чего жил в финском домике на улице Горького Обнинска.
Умер 27 ноября 1992 года. Похоронен на Кончаловском кладбище в Обнинске. За могилой ухаживают учащиеся Роговской средней школы.

## Награды
СССР
- Два Ордена Ленина (12.04.1942, 21.02.1945[7]);
- Три Ордена Красного Знамени (03.08.1944, 03.11.1944[7], 24.06.1948[7]);
- Два Ордена Суворова 2 степени (28.09.1943, 06.04.1945) ;
- Орден Отечественной войны 1 степени (06.04.1985[8]);
- Орден Красной Звезды (28.10.1967[9])
- Медали.

Приказы (благодарности) Верховного Главнокомандующего в которых отмечен Наумов А. Ф.
- За форсирование реки Днепр на участке протяжением 120 километров, прорыв второй оборонительной полосы немцев, подготовленной по западному берегу реки, и овладение штурмом крупным областным центром Белоруссии городом Могилёв — оперативно важным узлом обороны немцев на минском направлении, а также городами Шклов и Быхов. 28 июня 1944 года. № 122.
- За овладение крупным центром Силезского промышленного района Германии городом Глейвиц, превращённого немцами в мощный узел обороны. 25 января 1945 года. № 253
- За овладение крупным центром промышленного района немецкой Силезии городом Гинденбург — важным узлом коммуникаций и мощным опорным пунктом обороны немцев. 26 января 1945 года. № 257
- За овладение центром Домбровского угольного района городом Катовице, городами Семяновиц, Крулевска Гута (Кёнигсхютте), Миколув (Николаи). Захват в немецкой Силезии крупного промышленного центра города Беутен и завершение тем самым полного очищения от противника Домбровского угольного района и южной части промышленного района немецкой Верхней Силезии. 28 января 1945 года. № 261
- За форсирование реки Одер юго-восточнее города Бреслау (Бреславль), прорыв сильно укреплённой долговременной обороны немцев на западном берегу реки и овладение городами Олау, Бриг, Томаскирх, Гротткау, Левен и Шургаст — важными узлами коммуникаций и сильными опорными пунктами обороны немцев на западном берегу Одера. 6 февраля 1945 года. № 270
- За прорыв обороны, разгром группы немецких войск юго-западнее Оппельна и овладении в немецкой Силезии городами Нойштадт, Козель, Штейнау, Зюльц, Краппитц, Обер-Глогау, Фалькенберг и 400-ми населёнными пунктами. 22 марта 1945 года. № 305

Российская империя
- Георгиевский крест 4 степени (1917)
- Орден Святой Анны 4 степени

Других государств
- орден «За выдающиеся заслуги» (Великобритания)
- Чехословацкий Военный крест (ЧССР)
- Рыцарский крест ордена «Виртути Милитари» (ПНР)
- медаль «За Одру, Нису и Балтику» (ПНР)
- медаль «Победы и Свободы» (ПНР)

Почётные звания
- Почётный гражданин города Актюбинска[11]
- Почётный гражданин города Малоярославца[11]
- Почётный гражданин города Медыни[11]
- Почётный гражданин города Могилёва (1975)[12]
- Почётный гражданин города Обнинска (1977)[11]
- Почётный гражданин посёлка Рогово[6][11]
- Почётный гражданин города Целинограда[11]

## Память
- Именем Александра Фёдоровича Наумова назван сквер на улице Победы в Обнинске[13].
- 9 мая 2015 года в г. Обнинске, в начале сквера, носящего имя Наумова, был открыт памятник А. Ф. Наумову, выполненный обнинским скульптором Сергеем Лопуховым. В г. Актобе (Актюбинск) есть улица носящая имя генерала Наумова, установлены памятник и памятная доска.  В Актюбинске есть Аллея героев есть и  там его Бюст